# Алукснес
А́лукснес (устар. Мариенбургское; латыш. Alūksnes ezers, латг. Oluksnes azars) — озеро в Алуксненском крае Латвии. Одиннадцатое по величине озеро Латвии. Большая часть акватории находится на территории Яуналуксненской волости, кроме южной оконечности, относящейся к городу Алуксне. По западному берегу озера проходит граница Зиемерской волости, а по северному — Маркалнской волости. Общая площадь озера составляет 15,57 км², из которых 15,437 км² приходится на водную поверхность. Средняя глубина 7,1 м, самая глубокая точка (15,2 м) находится в северной части озера. Острова занимают 13,2 га, самый большой — остров Пилссала (латыш. Pilssala) площадью 9,9 га, на котором располагаются руины замковой крепости 1342 года постройки. Бассейн озера составляет 28,4 км².
На южном берегу озера расположен город Алуксне.